# یواس‌اس انیوا (آی‌دی-۳۱۴۶)
یواس‌اس انیوا (آی‌دی-۳۱۴۶) (به انگلیسی: USS Aniwa (ID-3146)) یک کشتی بود که طول آن ۴۱۶ فوت ۶ اینچ (۱۲۶٫۹۵ متر) بود. این کشتی در سال ۱۹۱۸ ساخته شد.